# Maria Tucci
Pour les articles homonymes, voir Tucci.
Ne pas confondre avec la bienheureuse albanaise Maria Tuci (1928-1950).
Maria Tucci, née le 19 juin 1941 à New York, est une actrice américaine.

## Biographie
Née de parents d'origine italienne immigrés aux États-Unis en 1938, fuyant le régime de  Benito Mussolini (son père est l'auteur Niccolò Tucci (en), 1908-1999), Maria Tucci est très active au théâtre durant sa carrière.
À Broadway (New York), elle débute en 1963  dans Le train de l'aube ne s'arrête plus ici (en) de Tennessee Williams (avec Hermione Baddeley et Mildred Dunnock). Là, suivent Le Vicaire de Rolf Hochhuth (1964, avec Jeremy Brett et Emlyn Williams), La Rose tatouée du même Williams (1966, avec Maureen Stapleton et Christopher Walken), Yerma de  Federico García Lorca (1966-1967, avec Gloria Foster dans le rôle-titre et Frank Langella) et The Little Foxes (en) de Lillian Hellman (1967, avec Anne Bancroft et E. G. Marshall). Ultérieurement, citons L'École des femmes de Molière (1971, avec Brian Bedford), La Leçon des aloès (en) d'Athol Fugard (1980-1981, avec James Earl Jones – puis Zakes Mokae – et Harris Yulin), Requiem pour un champion de Rod Serling (1985, avec John Lithgow et George Segal), La Nuit de l'iguane de Tennessee Williams à nouveau (1988, avec Jane Alexander), ou encore Marie Stuart de Friedrich von Schiller (2009, avec Janet McTeer dans le rôle-titre et Harriet Walter).
La Rose tatouée précitée lui vaut en 1967 une nomination au Tony Award du meilleur second rôle féminin dans une pièce.
La même année 1963, elle débute Off-Broadway dans trois pièces, Cinq Soirées d'Aleksandr Volodine (avec Simon Oakland et John Strasberg), Corruption au Palais de Justice d'Ugo Betti (avec Leonardo Cimino) et Les Troyennes d'Euripide (avec Mildred Dunnock et Carrie Nye). Ultérieurement, mentionnons Drinks Before Dinner d'E. L. Doctorow (1978, avec Zohra Lampert et Christopher Plummer), Un homme pour l'éternité de Robert Bolt (1986, avec Philip Bosco et Diane Venora, elle-même personnifiant Alice More), À chacun sa vérité de Luigi Pirandello (2003, avec Florencia Lozano et Tony Randall), ainsi que Love and Information (en) de Caryl Churchill (2014, avec Noah Galvin et James Waterston).
Au cinéma, Maria Tucci apparaît dans quelques films américains, le premier étant Me and My Brother (en) de Robert Frank (1969, avec Peter Orlovsky). Suivent entre autres Daniel de Sidney Lumet (1983, avec Lindsay Crouse et Mandy Patinkin), Piégé de Robert Mandel (1986, avec Michael Keaton et Maria Conchita Alonso) et Prête à tout de Gus Van Sant (1995, avec Nicole Kidman et Matt Dillon).
Enfin, pour la télévision américaine, elle contribue au téléfilm The Land of Hope de George Schaefer (1976, avec Roy Poole) et à des séries (la première en 1969), dont Kojak (un épisode, 1976), New York, police judiciaire (six épisodes, 1993-2003) et la mini-série The Slap (2015).
En 1969, elle épouse l'auteur et éditeur Robert Gottlieb (en) (1931-2023), dont elle reste veuve.

## Théâtre

### Broadway
- 1963 : Le train de l'aube ne s'arrête plus ici (en) (The Milk Train Doesn't Stop Here Anymore) de Tennessee Williams, musique de scène de Paul Bowles, décors et lumières de Jo Mielziner : Angelina
- 1964 : Le Vicaire (The Deputy) de Rolf Hochhuth, adaptation de Jerome Rothenberg, mise en scène d'Herman Shumlin : une fille
- 1966 : La Rose tatouée (The Rose Tattoo) de Tennessee Williams : Rosa Delle Rose
- 1966-1967 : Yerma de Federico García Lorca, adaptation de W. S. Merwin : Maria
- 1967 : The Little Foxes (en) de Lillian Hellman, décors et lumières d'Howard Bay : Alexandra Giddens[2]
- 1968 : The Cuban Thing de (et mise en scène par) Jack Gelber : Alicia
- 1969-1970 : The Great White Hope d'Howard Sackler : Eleanor Bachman (remplacement)
- 1971 : L'École des femmes (The School for Wives) de Molière, adaptation de Richard Wilbur : Agnes (remplacement)
- 1979 : Spokesong de Steward Parker : Kitty
- 1980-1981 : La Leçon des aloès (en) (A Lesson from Aloes) de (et mise en scène par) Athol Fugard : Gladys Bezuidenhout
- 1981 : Kingdoms d'Edward Sheehan : l'impératrice Joséphine
- 1985 : Requiem pour un champion (Requiem for a Heavyweight) de Rod Serling : Grace Miller[3]
- 1988 : La Nuit de l'iguane (Night of the Iguana) de Tennessee Williams : Hannah Jelkes[4]
- 2009 : Marie Stuart (Mary Stuart) de Friedrich von Schiller : Hanna Kennedy

### Off-Broadway
- 1963 : Cinq Soirées (Five Evenings) d'Aleksandr Volodine, adaptation de Nora Beeson et  Gala Ebin : Katia[5]
- 1963 : Corruption au Palais de Justice (Corruption in the Palace of Justice) d'Ugo Betti, adaptation d'Henry Reed (en) : Elena
- 1963 : Les Troyennes (The Trojan Women) d'Euripide, chorégraphie et mise en scène de Michael Cacoyannis, costumes de Theoni V. Aldredge : une troyenne
- 1965 : Graduation de Patricia Broderick, mise en scène de Mildred Dunnock : rôle non spécifié
- 1965-1966 : Le Démon blanc (en) (The White Devil) de John Webster : Isabella / Vittora Corombona (remplacement)
- 1969 : Horseman, Pass By de Rocco Bufano et John Duffy : Timidity
- 1970 : The Shepherd of Avenue B de Lawrence Holofcener : rôle non spécifié
- 1970 : Steal the Old Man's Bundle de Kenneth Pressman : rôle  non spécifié
- 1978 : Drinks Before Dinner d'E. L. Doctorow, mise en scène de Mike Nichols : Andrea
- 1986 : Un homme pour l'éternité (A Man for All Seasons) de Robert Bolt : Alice More[6]
- 1989 : Love Letters d'A. R. Gurney : Melissa Gardner (remplacement)
- 1991 : Revers de fortune (en) (The Substance of Fire) de Jon Robin Baitz : Marge Hackett
- 1997 : Collected Stories (en) de Donald Margulies : Ruth Steiner
- 1998 : Hope is the Thing with Feathers de Frank Pugliese : rôle non spécifié
- 2002 : Talk de Carl Hancock Rux : rôle non spécifié
- 2003 : À chacun sa vérité (Right You Are) de Luigi Pirandello, adaptation d'Eric Bentley : Signora Frola
- 2004 : The Stendhal Syndrome (deux pièces en un acte) de Terrence McNally : Bimbi (Full Frontal Nudity) / la femme du chauffeur (Prelude and Liebestod) (en remplacement d'Isabella Rossellini)
- 2007 : Richard III de William Shakespeare : la reine Élisabeth
- 2008 : Conversations in Tusculum de Richard Nelson (en) : Servilia
- 2009-2012 : Love, Loss, and What I Wore (en) de Delia et Nora Ephron : rôle non spécifié (remplacement)
- 2014 : Love and Information (en) de Caryl Churchill : rôle non spécifié

## Filmographie partielle

### Cinéma
- 1969 : Me and My Brother (en) de Robert Frank : rôle non spécifié
- 1983 : Daniel de Sidney Lumet : Lise Lewin
- 1983 : Destins de femmes (en) (Enormous Changes at the Last Minute) de Mirra Bank et autres : Alexandra
- 1986 : Piégé (Touch and Go) de Robert Mandel : Dee Dee
- 1995 : Sweet Nothing (en) de Gary Winick : la mère de Monika
- 1995 : Prête à tout (To Die For) de Gus Van Sant : Angela Maretto

### Télévision
(séries, sauf mention contraire)
- 1976 : Kojak, saison 4, épisode 5 Déraison d'État (A Need to Know) de Russ Mayberry : la psychiatre
- 1976 : The Land of Hope de George Schaefer (téléfilm) : Lea Gianni
- 1989 : Monsters, saison 1, épisode 24 La Stregga de Lizzie Borden : Mamma
- 1993-2003 : New York, police judiciaire (Law & Order)
  - Saison 4, épisode 9 L'Enfer des anges (Born Bad, 1993) : l'avocate de la défense Helen Brodin
  - Saison 5, épisode 7 Des bébés si précieux (Precious, 1994) : l'avocate de la défense Helen Brodin
  - Saison 6, épisode 3 Tueur de flics (Savages, 1995) : l'avocate de la défense Helen Brodin
  - Saison 9, épisode 16 Négligences (Harm, 1999) : l'avocate de la défense Helen Brodin
  - Saison 10, épisode 5 Justice en danger (Justice, 1999) : l'avocate de la défense Helen Brodin
  - Saison 13, épisode 15 La Louve (Bitch, 2003) : l'avocate de la défense Helen Brodin
- 1998 : Spin City, saison 2, épisode 16 Sourd comme un pot (Deaf Man Walking) d'Andy Cadiff : Mme Paterno
- 1999 : New York, unité spéciale (Law & Order: Special Victims Unit), saison 1, épisode 9 Menottes et bas résille (Stocks & Bondage) : Anne Briggs
- 2002 : Tribunal central (100 Centre Street), saison 2, épisode 17 Fathers : Louise
- 2003 : New York 911 (Third Watch), saison 5, épisode 9 Linge sale (A Ticket Grow in Brooklyn) : Civita Tanzi
- 2015 : The Slap, mini-série, sept épisodes : Koula

## Distinction
- 1967 : Nomination au Tony Award du meilleur second rôle féminin dans une pièce, pour La Rose tatouée